# Газгольдер

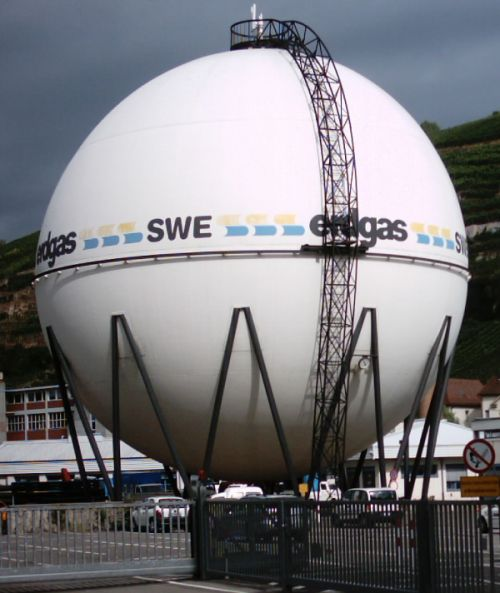
Кульовий газгольдер

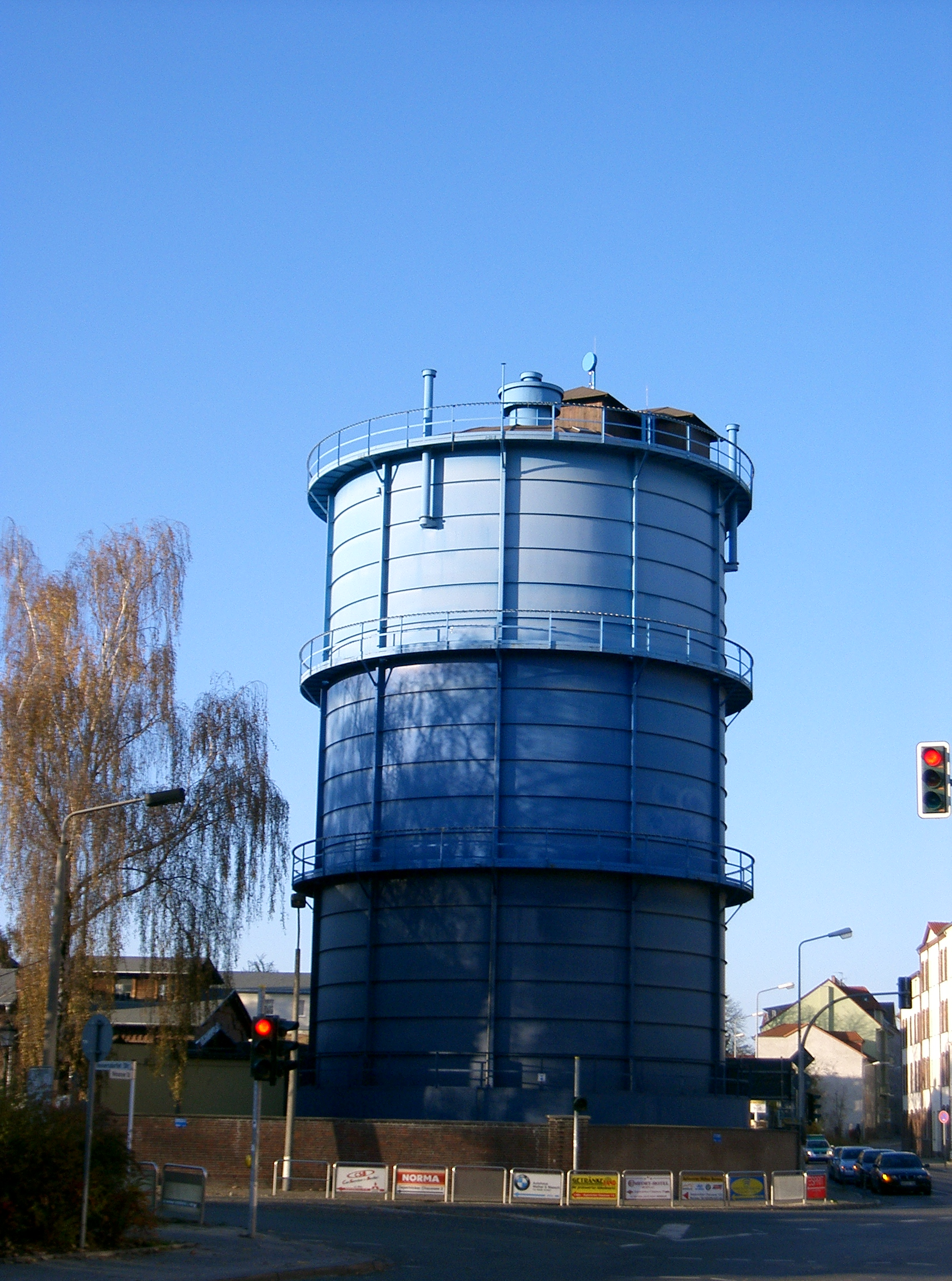
Циліндричний газгольдер

Газгольдер мокрий. 1 — резервуар; 2 — проміжна рухома ланка; 3 — дзвін; 4 — гідравлічний затвор; 5 — підвідний трубопровід; 6 — трубопровід для відбору газу

Газгольдер сухий. 1 — шайба у верхньому положенні; 2 — підйомна кліть; 3 — ланцюгові сходи; 4 — обшивка; 5 — шайба на опорах; 6 — зовнішній витяг; 7 — підведення газу.

Газго́льдер (від англ. gas holder) — стаціонарне газосховище — резервуар для накопичення і зберігання газу.

## Етимологія
Французький науковець, один із засновників сучасної хімії Антуан Лавуазьє (1743—1794) розробив перший газгольдер, який він назвав «газометр» (gazomètre), щоб допомогти його роботі в пневматичній хімії. Це дозволило йому зважувати газ у пневматичному жолобі з необхідною точністю. Він опублікував свою роботу «Traité Élémentaire de Chimie» у 1789 році. Шотландський інженер Джеймс Ватт-молодший (1769—1848) співпрацював з Томасом Беддоусом у створенні пневматичного апарату, медичного обладнання, яке включало в себе газометр. Потім Ватт адаптував газометр для зберігання вугільного газу.
Англізований «газометр» був прийнятий британським інженером Вільямом Мердоком, винахідником газового освітлення, у 1792 році, як назва своїх газгольдерів. Соратники Мердока заперечили, що його «газометр» — це не лічильник, а ємність, але назва збереглася й увійшла в загальний ужиток. Газгольдери були позначені як газометри на великомасштабних картах, виданих Британською службою озброєння, і термін став використовуватися для позначення газових заводів, навіть якщо на одному газовому заводі може бути кілька газгольдерів. Однак термін «газометр» все ще не рекомендується використовувати в технічних колах, де перевага надається «газгольдеру».

## Історія
До середини ХХ століття вугільний газ (світильний газ) виробляли шляхом нагрівання вугілля за відсутності повітря, процес відомий як газифікація вугілля. Вугільний газ спочатку використовувався для міського освітлення, газ проходив по дерев'яних або металевих трубах від реторти до ліхтаря. У 1807 році вперше було поставлено громадське газопостачання до тринадцяти газових ламп, встановлених уздовж лондонського торгового центру Pall Mall. Заслуга в цій установці належить німецькому винахіднику і підприємцю Фредеріку Альберту Вінзору (1763-1830). Розкопування вулиць для прокладання труб вимагало сервітутів, а це затягувало як подальше встановлення вуличного освітлення, так і встановлення газу для побутового освітлення, опалення та приготування їжі.
Багато людей експериментували з перегонкою вугілля для отримання легкозаймистих газів. Британський механік, винахідник Вільям Мердок (1754-1839) був успішним. Він приєднався до британської фірми Boulton and Watt (Бултон і Ватт) в Бірмінгемі у 1777 році, а в 1792 році він побудував реторту для розігріву вугілля для виробництва газу, який освітлював його будинок і офіс у м. Редрут (графство Корнуолл). Його системі бракувало методу зберігання, поки Джеймс Ватт-молодший не адаптував «газометр» Лавуазьє для цієї мети. Газометр був включений у перший невеликий газовий завод, побудований для місцевої мануфактури у 1798 році.
Вільям Мердок і його учень британський інженер Семюел Клегг  (1781 – 1861) продовжували встановлювати реторти на окремих фабриках. Зокрема у 1805 році на одній з англійських фабрик було встановлено вісім газгольдерів. 
Перші незалежні комерційні газові заводи були побудовані компанією Gas Light and Coke Company на Грейт-Пітер-стріт, Вестмінстер, у 1812 році, з дерев'яними трубами, прокладеними до газових ліхтарів на Вестмінстерському мосту напередодні Нового року 1813 року. Громадські газові ліхтарі вважалися засобом зниження злочинності, і до 1840-х років вони регулювалися поліцією.
З міркувань безпеки, висловлених Королівським товариством, розмір газгольдерів був обмежений 170 м3, і вони встановлювалися в будівлях для газометрів. Насправді будь-який невеликий витік із закритого газгольдера створював потенційно вибухонебезпечне скупчення повітря та газу в такій будівлі, що становило небезпеку. Тому у Великій Британії було припинено будівництво будівель навколо газгольдерів. Однак у Сполучених Штатах, де газ потрібно було захищати від набагато більш екстремальних погодних умов, будівлі для газометрів продовжували будувати і були архітектурно декоративними.
Починаючи з 1850-х років по всій Великій Британії повсюдно почали будувати газгольдери. Великі газгольдери в районі Кінгс-Крос, що у центрі Лондона, були побудовані в 1860-х роках.
У ХХ ст. роки між двома світовими війнами ознаменувалися покращенням зберігання газу, конструкції газгольдерів, особливо 2-до-4-дюйми (50 до 100 мм) сталевих труб для транспортування газу. Муніципальні газові заводи стали зайвими наприкінці ХХ століття, але у 2020-тих роках на виробничих підприємствах, сталеплавильних заводах, газопереробних заводах, хабах-центрах регазифікації зрідженого газу використовувалися газгольдери.

## Загальний опис
Може бути зроблений з металу, гуми чи бетону. Історичні газгольдери могли будуватися з каменю
За принципом роботи розрізнюють газгольдери змінного і постійного об'єму.
За формою — сферичні і циліндричні.
Газгольдери бувають низького тиску і високого тиску, де газ зберігається під тиском 0,7…3 МПа.
Газгольдер застосовують у хімічній, нафтовій і газовій промисловості.
Застосування газгольдерів не вирішує завдання накопичення великих кількостей газу, потрібних для вирівнювання значних сезонних коливань у споживанні газу. Вони можуть відігравати роль буферної ємності лише при добових, незначних коливаннях в подачі газу споживачам: вночі заповнення газгольдерів, вдень ‒ спорожнення при постійній продуктивності магістрального газопроводу.
Розмір залишкового тиску в газгольдері, зазвичай, збігається з величиною тиску газу міської мережі.

### Газгольдери постійного об'єму
Газгольдери постійного об'єму працюють при тиску 4 кПа — 3 МПа, величина якого, на відміну від газгольдерів першого типу, змінюється в процесі їх наповнення і випорожнення. Виконуються сферичними і циліндричними (горизонтальними або вертикальними). Об'єм перших 300—4000 м3 (діаметр 9—20 м), других — 50-270 м3 (діаметр 3,2 м).

### Газгольдери змінного об'єму
Газгольдери змінного об'єму поділяються на мокрі і сухі.
- «Мокрі» — з водяним басейном і рухомим дзвоном, під яким збирається газ;
- «Сухі» — з металевим поршнем або гнучкою мембраною. Працюють при тиску до 4 кПа, величина якого залишається практично незмінною в процесі наповнення або випорожнення газгольдерів. Мокрі газгольдери являють собою вертикальну конструкцію, виконану з двох-трьох рухомих ланок, верх. пересувної частини (дзвону) і стаціонарної нижньої (водяного басейну). Об'єм мокрих газгольдерів 100—30 000 м3, сухих — до 110 000 м3.

Газгольдери змінного об'єму в Україні практично не застосовуються; вони поширені в країнах Західної Європи і США.

### Газгольдери високого тиску

Рис. 5. Схематичне зображення циліндричного газгольдер високого тиску: а — горизонтальний; б — вертикальний.

Циліндричні газгольдери високого тиску, встановлені на станціях, розраховані на надлишковий тиск від 0, 25 до 2 МПа, мають місткість від 50 до 270 м3. Внутрішній діаметр резервуарів становить 3,2 м, загальна довжина або висота їх може змінюватись від 7,2 до 34,4 м. Газгольдери високого тиску виготовляються на заводах та в готовому вигляді транспортуються до місця монтажу. На заводах-виробниках газгольдери піддають гідравлічному випробуванню на герметичність і міцність при тиску Рвипробовувань = 1,25 Ррозрахунковий. Циліндричні газгольдери постійного об'єму та високого тиску можна встановити у горизонтальному або вертикальному положенні (рис. 5). Днища газгольдерів мають сферичну форму.
Кульові (сферичні) газгольдери високого тиску будують переважно місткістю 600 м3. За кордоном працюють кульові газгольдери місткістю 5000-10000 м3. У Франції побудований газгольдер місткістю 87 000 м3.
Сферичні резервуари-газгольдери мають більш досконалу геометричну форму порівняно з циліндричними, вимагають найменшої витрати металу на одиницю об'єму середовища, а завдяки більш рівномірному розподілу і тиску на внутрішній поверхні резервуара, вимагають меншої товщини стінки в порівнянні з циліндричними. Сферичні резервуари вперше з'явилися у США. Такі газгольдери встановлюються лише на поверхні землі. У нашій країні найбільше промислове застосування отримали ємності корисним геометричним обсягом 600 м3 з розрахунковим тиском середовища до 18 кгс/см2 (1,8 МПа). Сферичні газгольдери у вигляді кульових резервуарів (рис.1) використовуються в основному для зберігання зріджених газів (ізопентану, бутану, бутилену, пропану та сумішей цих газів) і розраховані на внутрішній тиск, що відповідає величині пружності парів (тиску насичення) рідин, що зберігаються. Сферична форма резервуарів у порівнянні з іншими формами, наприклад, циліндричними, найефективніша за витратою сталі та вартістю. Розроблено серію таких газгольдерів об'ємом 3000–4000 м3 із внутрішнім тиском 0,25–1,8 Мпа, діаметром 9–20 м. Сферичні газгольдери обладнують запобіжними клапанами, приладами для відбору проб і заміру рівня, клапанами, що незамерзають, термометрами та прийомороздавальними пристроями. Циліндричні газгольдери, які зазвичай обмежуються по кінцях півсферами, встановлюють горизонтально або на опорах. Газгольдери цього типу об'ємом 50-270 м3 (причому діаметр у всіх газгольдерів однаковий) відрізняються лише довжиною, що полегшує їх виготовлення та транспортування до місця монтажу у готовому вигляді. Робочий тиск у газгольдерах 0, 25-2 МПа. Газгольдери оснащують комплектом запірної та запобіжної апаратури, а також патрубками для видалення конденсату та газу.
Газгольдери кульової форми порівняно з циліндричними дають економію металу до 30 %, але складніші у виготовленні. Застосовуються вони головним чином заводах хімічної та нафтової промисловості. Майданчики з розміщеними ними газгольдерами називаються газгольдерними станціями. Ємність таких станцій незалежно від застосовуваних типів газгольдерів має перевищувати 1 млн м3.

### Трубчасті газгольдери
Зберігання газу під високим тиском можна здійснювати також у сталевих трубах. Трубчастий газгольдер складається з ряду сталевих товстостінних труб, здатних витримати високий тиск (до 18 МПа), до яких приварюються сферичні днища. Газгольдер наповнюється газом за допомогою компресорів високого тиску. На лінії видачі газу встановлюються регулятори зниження тиску і теплообмінники для підігріву газу. Капітальні витрати на будівництво таких сховищ невеликі, проте експлуатаційні витрати є значними.
Для перевезення стисненого газу на порівняно невеликі відстані можна застосовувати трубчасті газгольдери, які встановлюються на спеціальних автомобілях і суднах-танкерах.

## Світова практика зберігання природного газу
Аналізуючи світову практику зберігання природного газу, станом на початок ХХІ ст. можна зробити такі висновки:
- найбільшого поширення в промисловості набули мокрі газгольдери низького тиску. Будівництво таких газгольдерів добре освоєно, і вони зручні в експлуатації. Мокрі газгольдери низького тиску широко використовуються на хімічних заводах, але можуть бути використані і в газорозподільних мережах;
- сухі газгольдери низького тиску поршневого типу малонадійні в експлуатації;
- газгольдери високого тиску використовуються у міських газорозподільних мережах для покриття добової нерівномірності споживання газу;
- трубчасті газгольдери, крім використання в газорозподільних мережах, можна застосовувати для транспортування природного газу в танкерах і автомобілях.

З появою підземних сховищ природного газу, практична цінність використання газгольдерів знизилася до мінімуму. В основному вони в даний час застосовуються на хімічних та газонафтопереробних заводах для зберігання технологічних газів, змішування різних газів та інших технологічних операціях.

## Інтернет-ресурси
- Use of gasometers in Oil & Gas industry
- Condemned: The great gasometer [Архівовано 22 квітня 2009 у Wayback Machine.] from BBC News, January 28, 1999
- Gasometer Augsburg in Germany and a list of many Gasometers in Europe [Архівовано 11 травня 2021 у Wayback Machine.]
- Gasometer Schlieren, Switzerland
- «The rise and fall of gasometers» [Архівовано 9 листопада 2020 у Wayback Machine.] Extrageographic magazine
- Gasholders and their tanks [Архівовано 30 серпня 2021 у Wayback Machine.]
- Early London Gas Industry [Архівовано 24 квітня 2022 у Wayback Machine.]
- Visits_to_Works 1894_Institution_of_Mechanical_Engineers: including Manchester and Salford Gas Works